# エクスペンダブルズ2
『エクスペンダブルズ2』（The Expendables 2）は、サイモン・ウェスト監督、シルヴェスター・スタローンとリチャード・ウェンク脚本によるアンサンブル・キャストのアクション映画。
『エクスペンダブルズ』（2010年）の続編で、ジェイソン・ステイサム、シルヴェスター・スタローン、ジェット・リー、ドルフ・ラングレン、チャック・ノリス、ランディ・クートゥア、テリー・クルーズ、リアム・ヘムズワース、ジャン＝クロード・ヴァン・ダム、ブルース・ウィリスとアーノルド・シュワルツェネッガーらアクション俳優の主役級が多数出演した。
北米で2012年8月17日に公開された後、約2ヶ月後の10月20日に日本で公開された。キャッチコピーは「最強無敵の、その先へ。」

## あらすじ
バーニー・ロス率いる命知らずの傭兵部隊「エクスペンダブルズ」は、ネパールにて誘拐された中国人富豪の救出作戦を実行。激しい戦闘を繰り広げながら見事に成功させる。今回の作戦で一時的にチームから離れることとなったイン・ヤンと共に救出された富豪を中国に送り、アメリカに戻った一行だったが、メンバーの一人で新人のビリー・ティモンズは傭兵稼業になじめず、バーニーに早期の引退を申し出る。そんなバーニーの前に過去にヴィレーナの一件で仕事を依頼してきたCIAのチャーチが現れ、アルバニア山中に墜落した輸送機の積荷を回収する仕事を持ちかける。彼はバーニーらがヴィレーナで暴れたことで手に入れる筈であった金を失っており、その借りを返すためにこの仕事を受けなければバーニーらを刑務所送りにすると脅しをかけ、バーニーはやむをえず依頼を受ける。一行はチャーチの部下である女性マギー・チャンを加え、アルバニアの墜落現場に赴く。マギーの協力で輸送機の残骸から無事積荷の回収に成功するも、同じく積荷を狙っていたジャン・ヴィラン率いる犯罪武装集団「サング」がバーニーらの前に現れる。ジャンが積み荷を渡すように要求したため一触即発の状態になるが、ビリーが人質に捕らえられているため、バーニーは抵抗せずに積み荷をやむなくジャンに渡す。だが、ジャンらは引き揚げるときにビリーをみせしめに惨殺し、姿をくらました。バーニーは、ビリーが愛する女性のために自分で稼いだ金を送ろうとしていた献身的な青年である事を知り、ビリーの無念を晴らすべくジャンの行方を追う。マギーから積み荷の中身を聞き出した事で、ジャンの居所をつかんだバーニーらはアルバニアへと向かう。サングに制圧されたアルバニアのある村では、プルトニウムを掘り出すために男手の住民が容赦なく強制連行され、弱ったものは殺害されていた。バーニーらは残された住民の悲惨な叫びを聞きながら採掘現場へと乗り込むが、僅かの差でプルトニウムを取り出し終えたジャンは空輸のために空港へと向かう。バーニーたちエクスペンダブルズにブッカーやトレンチ、チャーチも合流し、空港で壮絶な銃撃戦の火蓋が切られた。

## 登場人物・キャスト
バーニー・ロス
演 - シルヴェスター・スタローン / 日本語吹替 - ささきいさお
傭兵部隊「エクスペンダブルズ」のリーダー。早撃ちの名手でキンバーゴールドコンバットII45ACPの二丁拳銃と、コルト・シングル・アクション・アーミーを愛用。航空機の操縦などにも長ける。女性に対しては優しく、そして悪人には容赦しない性格。
リー・クリスマス
演 - ジェイソン・ステイサム / 日本語吹替 - 山路和弘
傭兵部隊「エクスペンダブルズ」のメンバーの一人。元SAS隊員でナイフ術のエキスパートで、バーニーの右腕ともいうべき存在。前作の恋人レイスとさらに恋仲を深めており、しょっちゅうメールや電話でやり取りをする。
イン・ヤン
演 - ジェット・リー / 日本語吹替 - 池田秀一
傭兵部隊「エクスペンダブルズ」のメンバーの一人。マーシャルアーツの達人。中国の富豪を救出した後、彼を送り届けるためにいったんチームを離れる。そのため今作では序盤のみの活躍となる。
ガンナー・ヤンセン
演 - ドルフ・ラングレン / 日本語吹替- 大塚明夫
傭兵部隊「エクスペンダブルズ」のメンバーの一人。射撃と空手の名手。自称スウェーデン人。前作では薬物依存症に陥ってチームを放逐され、一時的に敵対していたが、本作では更生し仲間たちとも完全に和解。傭兵稼業につく前は化学の修士を持つインテリであり、マサチューセッツ工科大学に在籍していたことが語られ、採掘現場に閉じ込められたときは、化学の知識を披露し脱出を試みるが役に立たず、メンバーに失望される。鼾がかなり五月蝿い。
トール・ロード
演 - ランディ・クートゥア / 日本語吹替 - 乃村健次
傭兵部隊「エクスペンダブルズ」のメンバーの一人。破壊工作と格闘技のプロ。屈強な見た目に反して繊細な性格をしている。
ヘイル・シーザー
演 - テリー・クルーズ / 日本語吹替 - 髙橋耕次郎
傭兵部隊「エクスペンダブルズ」のメンバーの一人で、唯一の黒人。銃火器のスペシャリスト。性格は陽気で明るくチームのムードメーカー的存在。
レイス
演 - カリスマ・カーペンター / 日本語吹替 - 田中敦子
リー・クリスマスの恋人。前作と違い、バーニーらと面識を持つようになっている。リーとのいちゃつきぶりはバーニーを呆れさせる。

### 新キャラクター
ビリー・"ザ・キッド"・ティモンズ
演 - リアム・ヘムズワース / 日本語吹替 - 森川智之
傭兵部隊「エクスペンダブルズ」に新たに加わったメンバー。元SASR（オーストラリア特殊空挺部隊）の隊員。チームの中で一番若いが、凄腕のスナイパーであり、若さを生かした体力を持ち合わせロスらからの評価も高い。バレットM107を使用。しかし、誠実な性格からか傭兵稼業になかなかなじめず、ロスに引退しパリにいる彼女の元へ帰ることを伝える。だが任務の最中ヴィランらによって捕まり、バーニーの所有する大型ナイフを胸に突き刺され、致命傷を負い、絶命した。チームを離れることとなったが互いに仲間意識はあり、仲は良いほうであり、ビリーの死が仲間たちの更なる原動力となった。
ヘムズワースの参加は2011年9月19日に報じられた。
マギー・チャン
演 - ユー・ナン / 日本語吹替 - 栗山千明
CIAから派遣された暗号解読のプロ。女性だが幾多の戦場を潜り抜けてきた。「エクスペンダブルズ」に協力する。能力自体は優秀ながら、リスクが大きくとも任務の達成を優先する面があり、劇中前半ではこれがかえって災いを招く。メスなどの手術道具を携帯しており、これを使って敵の尋問などを行う。
ジャン・ヴィラン
演 - ジャン＝クロード・ヴァン・ダム / 日本語吹替 - 山寺宏一
本作の悪役。犯罪武装集団「サング」のリーダー。フランスの外人部隊出身。頭脳明晰で空手の名手。大勢の手下を抱えており、対戦車砲やT-72までも所有している。ソ連が鉱山に蓄えていた5トンのプルトニウムを手に入れて他国に高値で売るべく、近隣の村の住人を攫って鉱山で強制的に働かせて発掘させていた。非常に劣悪な環境で村人達を死ぬまで酷使し、用済みとなれば鉱山ごと生き埋めにしようとするなど、性格は極悪非道かつ冷酷無悲。己の死や破滅すら恐れない暴君のような男で、終盤バーニーと格納庫内でのタイマン勝負の末、鎖で滅多打ちにされた上、ビリーを殺すのに使った大型ナイフをバーニーに奪い返され、そのナイフで刺殺されるという皮肉な最期を遂げる。
ヴァン・ダムは前作『エクスペンダブルズ』の出演オファーがされていたが、スタローンとの交渉が決裂して不参加に終わっていた。「1」の時、スタローンが彼にオファーした役はラングレンが演じているガンナー・ヤンセンだった。スタローンはこの役柄について、「長年予期されていた自分とヴァン・ダムの大決戦であるため、良いものであるべきだ」と語った。
ヘクター
演 - スコット・アドキンス / 日本語吹替 - 藤真秀
ヴィランの右腕。二股のナイフを愛用し、リー・クリスマスに匹敵するほどの格闘能力を持つ。ヴィランと同様に非道な性格で、働けなくなった者を見せしめで容赦なく処刑していた。終盤クリスマスとの戦闘で追いつめるも、最期はクリスマスにメリケンサックでぶちのめされた揚句、逃亡用ヘリのテールローターに巻き込まれ、頭部を切断され死亡した。
アドキンスの出演は2011年9月22日に報じられた。
パイラー
演 - アマンダ・オームス / 日本語吹替 - 真壁かずみ
アルバニアのとある村の住人。サングによって自分の夫や子供や村民の男たちを全員連れて行かれてしまっている。幼い子供らだけは守ろうと銃を持って抵抗する。仲間の村民の女たち共々銃の腕は悪いが、英語を話せる。その後、バーニー達に助けられた夫と息子達に再会する。
ソフィア
演 - ニコレット・ノエル
フランス、パリに住むビリー・ティモンズの結婚間近の恋人。エピローグで彼女の自宅前に大金が入った小包とともにビリーからの手紙と彼の写真が届けられた。
ブッカー
演 - チャック・ノリス / 日本語吹替 - 堀勝之祐
チームの危機に陥った際どこからともなく現れ、危機を救うと颯爽と去ってゆく神出鬼没で老練なベテラン傭兵、米軍特殊部隊の元隊員。愛銃は、対テロ部隊等で採用されているH&K社のG36Cアサルトライフルでマガジンは30発弾倉を3連結したジャングルスタイル、照準具はC-MORダットサイトを別途装備する。また、初登場時には対戦車ミサイルも使用していた。サングのことを「クズの中のクズ」と嫌悪感を露わにし、彼らを相手に稼いでいた。バーニーに同伴を求められてこれを断るが、終盤の空港の戦闘で再び登場しバーニーたちを援護する。戦闘後は、次の仕事を探すために一足先にチャーチのヘリに搭乗していた。
キャラクターの名は、1978年のノリス初期主演作 『暗黒殺人指令 - Good Guys Wear Black - 』で彼が演じたジョン・T・ブッカーへのオマージュであり、二つ名の “一匹狼” （ローンウルフ）は彼の1983年の代表作 『テキサスSWAT - Lone Wolf McQuade - 』へのリスペクトである。
スタローンはノリスについて「彼の役はどこからともなく現れ、僕たちのピンチを救い、そして仕事が終われば姿を消す。そんな“一匹狼”のような男だよ」「チャックとの交渉は長い時間を要した。彼は脚本を重視し、観る人にショックを与えるだけの暴力的なアクションでは納得してくれない。そこでこの作品が血まみれなだけのアクションではないことを説明し、出演を承諾してもらったんだ」と語った。
劇中でブッカーは「（噂通り）確かにコブラに噛まれた。その後、五日間、のた打ち回ってコブラが死んだ」と語る（チャック・ノリス・ファクト参照）。また、登場シーンでは『続・夕陽のガンマン』のテーマ曲がBGMとして使用されている。

### 前作カメオ出演
チャーチ
演 - ブルース・ウィリス / 日本語吹替 - 綿引勝彦
CIAに属する謎の男。
2011年8月末、スタローンは前作にカメオ出演したウィリスが「スーパーな悪役」として続編に出ることに興味を持っていると語った。2011年9月6日、ウィリスが「重要な」役割で関与することが確認された。本作では中盤で航空機内からバーニーと連絡を取るシーンがあり、終盤では自らもマシンガンを持ち、バーニーらと協力してサングと戦う。またその際、トレンチに対し、シュワルツェネッガーの「I'll Be Back」のセリフを発する。
トレンチ
演 - アーノルド・シュワルツェネッガー / 日本語吹替 - 玄田哲章
民間軍事会社の経営者。ビジネス上は「エクスペンダブルズ」のライバル関係にあるが、互いに認め合っている。
冒頭でバーニーらと同じく富豪の中国人の救出を依頼されていたが、敵の手に落ち拷問の末に危うく殺されかけるも、バーニー達に救出される。
終盤ではバーニー達の危機を救い、ラストの戦闘にも、序盤でヘイルから借りたAA-12ショットガンで参戦する。
スタローンは『エクスペンダブルズ』の公開前から既にシュワルツェネッガーの続編出演を考え、「もしこれが上手く行けば、次も彼に出てもらいたい」と語っていた。2011年9月6日、シュワルツェネッガーは前作よりも大きな役割で出演することが確認されたシュワルツェネッガーの場面の撮影は4日間で終わった。
ラストの戦闘ではウィリスが演じたジョン・マクレーンのセリフ「イピカイエー」や「義理の弟の脚より小さい野郎だ」を発する。
シュワルツェネッガーが北米以外の地域で銃を撃つ役は1988年の『レッドブル』以来でもある。
その他声の出演：及川ナオキ、山内健嗣、町田政則、大塚さと、冨樫かずみ、鈴木幸二
2010年10月、ウィリスはスティーブ・オースチンが悪役のダン・ペインとしてシリーズに復帰すると発言した。同年11月、チャーリー・シーンがCIAエージェント役で出演すると報じられた。2011年8月、『バラエティ』は俳優で格闘技の専門家のドニー・イェンがオファーされていると報じた。このキャスティングは、ニュー・イメージ/ミレニアム・フィルムが中国の配給と協力するには中国人俳優を出演させることが条件であったからである。協力することにより、『エクスペンダブルズ2』の中国公開の近道になると考えられた。2011年9月、ニコラス・ケイジとジョン・トラボルタへの交渉が報じられ、スタローンは両者の参加の唯一の障害はスケジュールであると主張した。2011年7月、ミッキー・ロークがツール役で再出演すると書かれたが、9月末に降板中であると報じられ、2011年10月18日にそれが確定した。また、アントニオ・バンデラスへのオファーも報じられたが、他の契約があったために参加不可能となった。
プロデューサーのアヴィ・ラーナーの勧めによりプロテニスプレーヤーであるノバク・ジョコビッチが本人役でのカメオ出演
していたが公開にあたって出演シーンはすべてカットされた。

## 製作

### 企画
公開に先立ちスタローンは「かなり過激な何かをやるつもり」と語った。2010年8月15日のインタビュー彼はまだ新しい脚本を持っていなかったが、「私の頭の中で計画されている」とも語った。2011年4月18日、スタローンは『エクスペンダブル2』では脚本も監督もしないことが明らかとなった。デヴィッド・アゴストとケン・カウフマンがスタローンの原案を基に脚本を書くために雇われている。ライオンズゲートはアメリカでの劇場公開は2012年8月17日になるとシネマコンで発表した。ティーザー・ポスターは2011年のカンヌ国際映画祭で公開された。監督はサイモン・ウェストが務める。

### 撮影
1億ドルの予算により、2011年9月29日より撮影が始まった。撮影期間は14週間を予定しており、ブルガリアで行われ、ソフィアのニュー・ボヤナ・フィルムのスタジオやプロヴディフの街、バンスコの町で撮られた。
2011年10月27日、第2班スタント・チームがソフィアから15マイル離れたオグニャノヴォ・ダムでの撮影中にスタントマンが乗ったボートが爆発するという事故が発生した。2名が巻き込まれ、1名は重傷を負い、もう1名は5時間に及ぶ手術の末に死亡した。2011年11月16日、ロヴェチ州のデヴェタシュカ洞窟での撮影の際に入口付近の樹木を除去したとしてブルガリア環境保護庁から罰金（343ドルから-3440ドル）を命じられた。

### レイティング
前作はR15+指定での公開であったが、本作は一部の映像に修正を加える事でPG12指定での劇場公開となった（Blu-ray・DVD版は無修正のR15+指定）。

### 日本でのプロモーション
日本版公式サイトでは通常のトレイラーのほか、かつての「木曜洋画劇場」のスタッフが制作し、鈴木英一郎、立木文彦、磯部勉らを起用した番組譲りのハイテンションなナレーションで出演俳優を取り上げた「木曜洋画劇場風予告」がweb限定で公開された。
本作は字幕版に加えて、「日本語最強吹替版」と称した吹替版が同時公開された。新たに起用された声優陣は、テレビ放送版ではほぼ全てを担当している山寺宏一が初めて劇場版(ソフト収録)にてヴァン・ダムの吹替を担当した。ウィリス、クートゥア、クルーズは前作とは声優が異なっている。映画パンフレットではささきいさお、玄田哲章、綿引勝彦による対談が掲載された（ちなみにその対談は「エクスペンダブルズ洋画劇場」と言うタイトルで、フォントは「ゴールデン洋画劇場」を模したものになっている）。吹替版の試写会では、ささきいさお、栗山千明、玄田哲章による舞台挨拶が行われた。

### ゲーム版
XBLAとPS network のダウンロードゲームとして販売。

## テレビ放送
| 回数 | テレビ局   | 番組名（放送枠名） | 放送日         | 放送時間      | 放送分数 | 視聴率 |
| ---- | ---------- | ------------------ | -------------- | ------------- | -------- | ------ |
| 1    | テレビ東京 | 午後のロードショー | 2014年10月23日 | 13:35 - 15:40 | 125分    |        |
| 2    | テレビ東京 | 午後のロードショー | 2018年11月13日 | 13:35 - 15:40 | 125分    | 2.9%   |
| 3    | テレビ東京 | 午後のロードショー | 2021年3月24日  | 13:35 - 15:40 | 125分    |        |

- 視聴率はビデオリサーチ調べ、関東地区・世帯・リアルタイム。